# Craspedolepta nota
Craspedolepta nota är en insektsart som beskrevs av Journet och Joyce Winifred Vickery 1979. Craspedolepta nota ingår i släktet Craspedolepta och familjen rundbladloppor. Inga underarter finns listade i Catalogue of Life.